# Tabula lougeiorum
La tabula lougeiorum es una supuesta tabula patronatus de bronce, escrita en latín con un texto bien conservado, que fue descubierta en el año 1983, de manera casual, por un químico gallego durante el transcurso de una excursión por las montañas galaico-leonesas de O Caurel. Tras su hallazgo, este vecino de La Coruña no solo no informó de su descubrimiento, sino que además intentó vender la pieza, llegando incluso a ofrecérsela al Museo Británico. Esta institución, se puso en contacto con especialistas españoles y alertó a su vez a las autoridades competentes. Después de un proceso judicial, la pieza se depositó en el Museo Arqueológico e Histórico de La Coruña, en donde todavía se encuentra.

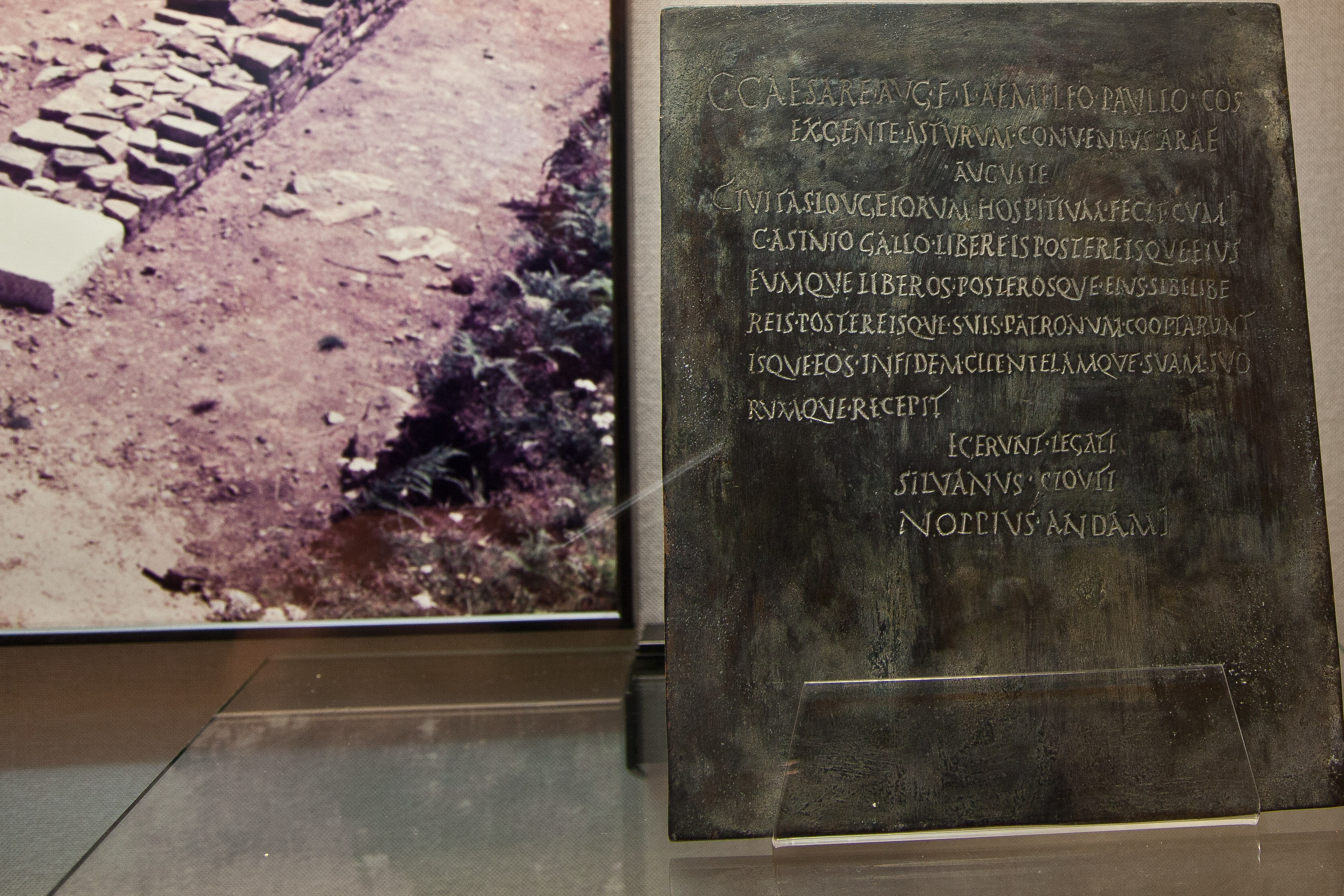
Tabula Lougeiorum

## Inscripción y traducción
El texto de la tabla es el siguiente:
C(aio) CAESARE AVG(usto) f(ilio) L(ucio) AEMILIO PAVLLO CO(n)S(ulibus)
/ EX GENTE ASTVRVM CONVENTVS ARAE
/ AVGVST(a)E
/ CIVITAS LOVGEIORVM HOSPITIVM FECIT CVM
/ C(aio) ASINIO GALLO LIBEREIS POSTEREISQVE EIVS
/ EVMQVE LIBEROS POSTEROSQVE EIVS SIBI LIBE
/ REIS POSTEREISQVE SVIS PATRONVM COOPTARVNT
/ ISQVE EOS IN FIDEM CLIENTELAMQVE SVAM SVO
/ RVMQVE RECEPIT
/ EGERVNT LEGATI
/ SILVANVS CLOVTI
/ NOBBIVS ANDAMI
Siendo cónsules Cayo César, hijo de Augusto, y Lucio Emilio Paulo, el pueblo de los Lougeios, perteneciente al convento de Ara Augusta, en la región de los Astures, hizo pacto de hospitalidad con Cayo Ansio Galo, con sus hijos y descendientes. Sus habitantes lo cooptaron a él, sus hijos y descendientes como patronos para sus propios hijos y descendientes. Y éste los recibió en el círculo de amistad y clientela suyo propio y de los suyos. Dieron fe los legados Silvano, hijo de Clouto, y Napio, hijo de Andamo.

## Contenido
Gracias al contenido epigráfico y utilizando la datación consular se puede datar con absoluta precisión en el 1 d. C. teniendo en cuenta que este fue el año del consulado de Cayo César y Lucio Emilio Paulo. Además, analizando la inscripción se puede observar que los habitantes de la 'Civitas Lougeiorum' firman un pacto de hospitalidad con un miembro de la aristocracia romana, reconociéndolo a él, a sus hijos y descendientes como patrón. Además, prueba la existencia de un convento en la región de los Astures llamado “Arae Augustae”, completamente desconocido hasta entonces puesto que aparece aquí mencionado por primera y única vez.
De esta manera, observamos que los conventus ya existían desde la época de Augusto, descartando cualquier hipótesis que los sitúe en fechas posteriores.

## Debate
Las extrañas circunstancias de su aparición, junto con algunos elementos internos y externos de la pieza, han generado numerosas hipótesis, así como la existencia de un debate sobre su autenticidad.